# Nantwich
Nantwich város Angliában, Cheshire grófságban, Crewe and Nantwich boroughban, a Weaver folyó partján. Lakossága a 2001-es népszámlálási adatok szerint 12 515 fő.

## Rövid története
A település eredete a római fennhatóság idejére vezethető vissza, amikor területén sót bányásztak Chester és Stoke-on-Trent ellátására. A sót a Chester sajtgyártásban és cserzőiparban használták. Nantwich neve a Domesday Bookban is szerepel. Nyolc sóbányája volt és egy kastélya, a chesteri earlök egyik báróságának központja volt. Az utolsó sóbányát 1856-ban zárták be, az utolsó cserzőműhelyet pedig 1974-ben, ennek ellenére a textilipar a környék egyik legfontosabb gazdasági ágazata.  

## Közlekedés
A nantwichi vasútállomás 20 mérföldre fekszik Crewetól, délkeleti irányban, a walesi határvidék vasútvonal mentén.